# باب الجاسوس
باب الجاسوس (باللهجة الصعيدية المصرية:باب الجُسُسْ أو باب الجُسوس، حرفيا: بوابة الكهنة والتي تحولت على اللسان لكلمة الجاسوس), المعروف أيضًا باسم الخبيئة الكهنوتية و الخبيئة الثانية, كان خبيئة من المومياوات المصرية القديمة تعود إلى الأسرة الحادية والعشرين (حوالي 1070–945 قبل الميلاد) وُجدت في الدير البحري عام 1891. قام بالتنقيب عنها عالم المصريات الفرنسي يوجين جريبو وجورج دارسي, مع أوربان بوريان وأحمد كمال، بتوجيه من محمد أحمد عبد الرسول، الذي كشف أيضًا عن موقع الخبيئة الملكية عام 1881. كان مدخل القبر يقع في المنطقة المسطحة خارج جدار المحيط أمام معبد حتشبسوت الجنائزي. كان هذا الاكتشاف ذا أهمية كبيرة في علم المصريات، لا سيما فيما يتعلق بالدين، التحنيط، ودراسة التوابيت. يُعتبر أكبر قبر سليم تم العثور عليه في مصر. اليوم، تنتشر محتويات القبر في 30 متحفًا حول العالم.
في عام 1893، قدم الخديوي عباس حلمي الثاني مجموعات من القطع الأثرية من القبر إلى 16 دولة، كهدية احتفالًا بتولي الخديوي العرش. نتيجة لهذا التشتت، تلقت القطع الأثرية اهتمامًا محدودًا من قبل الباحثين.
احتوت الخبيئة على 254 تابوتًا مزخرفًا بشكل غني (101 مجموعة مزدوجة) مما أعطى 153 مجموعة من التوابيت في المجموع، بالإضافة إلى 110 صناديق شابتي، 77 تمثالًا خشبيًا لأوزيريس (معظمها أجوف ويحتوي على بردية)، 8 لوحات خشبية، 2 تماثيل خشبية كبيرة (إيزيس ونفتيس)، 16 سلة قصب كانوبية، 5 سلال مستديرة مصنوعة من القصب المنسوج.
في الذكرى الـ125 لاكتشاف الخبيئة، أطلق مركز الدراسات الكلاسيكية والإنسانية في جامعة كويمبرا مشروع "بوابة الكهنة"، بالتعاون مع جامعة ليدن، المتحف الوطني للآثار في ليدن، متاحف الفاتيكان وجامعة كاليفورنيا، لوس أنجلوس، بهدف إعادة بناء المجموعة الأصلية لباب الجسس.
افتتح عرض جديد لآثار باب الجسس في المتحف المصري بالقاهرة عام 2021 بعد نقل الخبيئة الملكية.
رغم أن القبر يُعد من مقابر طيبة، إلا أنه لم يحصل على رقم تسلسلي مثل المقابر الأخرى.

## التبرعات الدولية
في عام 1907، نشر داريسي قائمة بـ 71 مجموعة من التوابيت التي تم التبرع بها للخارج في عام 1893 من قبل الخديوي عباس:
| الدفعة | الموقع           | الموقع                                                                                                   | مجموعات التوابيت (داريسي، 1907) | مجموعات التوابيت (داريسي، 1907) | صورة | مرجع                                                                       |
| الدفعة | البلد            | المتحف                                                                                                   | العدد                           | الأسماء                         | صورة | مرجع                                                                       |
| ------ | ---------------- | --- | ------------------------------- | ------------------------------- | ---- | -------------------------------------------------------------------------- |
| I      | فرنسا            | متحف اللوفر، متحف بارغوان، قصر بولوني سور مير ‏، متحف بيكاردي ‏، متحف علم الآثار المتوسطي                  | 5                               |                                 |      | [ 9 ]                                                                      |
| II     | النمسا           | متحف التاريخ الفني                                                                                       | 5                               |                                 |      | [ 10 ]                                                                     |
| III    | تركيا            | اسطنبول                                                                                                  | 4                               |                                 |      | [ 10 ]                                                                     |
| IV     | المملكة المتحدة  | المتحف البريطاني                                                                                         | 5                               |                                 |      | [ 10 ]                                                                     |
| V      | إيطاليا          | المتحف الأثري الوطني، فلورنسا (المتحف المصري)                                                            | 6                               |                                 |      | The Lot V in the Egyptian Museum at Florence Gate of the Priests           |
| VI     | روسيا            | متنوعة، بما في ذلك إيركوتسك                                                                              | 4                               |                                 |      | [ 11 ]                                                                     |
| VII    | ألمانيا          | متحف برلين المصري                                                                                        | 4                               |                                 |      | [ 10 ]                                                                     |
| VIII   | البرتغال         | الجمعية الجغرافية في لشبونة                                                                              | 4                               |                                 |      | [ 10 ]                                                                     |
| IX     | سويسرا           | متحف الفنون في أبنزل، متحف الفن والتاريخ (جنيف)، متحف الإثنوغرافيا في نوشاتيل، متحف التاريخ في برن       | 4                               |                                 |      | [ 12 ]                                                                     |
| X      | الولايات المتحدة | المتحف الوطني للتاريخ الطبيعي، المتحف الوطني للأنثروبولوجيا (المكسيك) (على سبيل الإعارة)                 | 4                               |                                 |      | [ 10 ]                                                                     |
| XI     | هولندا           | متحف ريكسميوزيوم فان أودهدن                                                                              | 4                               |                                 |      | [ 13 ]                                                                     |
| XII    | اليونان          | المتحف الأثري الوطني، أثينا                                                                              | 4                               |                                 |      | [ 10 ]                                                                     |
| XIII   | إسبانيا          | المتحف الأثري الوطني (مدريد)                                                                             | 4                               |                                 |      | The Lot XIII of Bab el-Gasus in the Museo Arqueológico Nacional in Madrid. |
| XIV    | السويد والنرويج  | متحف البحر الأبيض المتوسط (ستوكهولم)، متحف فيكتوريا للتحف المصرية (أوبسالا) ومتحف التاريخ الثقافي، أوسلو | 4                               |                                 |      | [ 14 ]                                                                     |
| XV     | بلجيكا           | متحف الفن والتاريخ، بروكسل                                                                               | 4                               |                                 |      | [ 10 ]                                                                     |
| XVI    | الدنمارك         | المتحف الوطني للدنمارك                                                                                   | 4                               |                                 |      | [ 10 ]                                                                     |
| XVII   | الفاتيكان        | متاحف الفاتيكان (المتحف المصري الغريغوري)                                                                | 2                               |                                 |      | [ 10 ]                                                                     |

تم إرسال التوابيت المجهولة رقم 75 و 126 إلى متحف الإسكندرية.

## الدفنات
تشمل الدفنات في المقبرة ما يلي، من بين أمور أخرى:
- أبناء كاهن آمون الأكبر من خبر رع
- أبناء باينجم الثاني
- جاوت سشن
- ثا نفر

## قائمة الأغراض المكتشفة
تم نشر قائمة بالأغراض المكتشفة من قبل داريسي في عام 1900:
- 153 مجموعة توابيت، منها 101 تحتوي على تابوتين و52 تابوتًا واحدًا
- 110 صناديق أوشابتي
- 77 تمثال خشبي لأوزيريس، معظمها مجوفة وتحمل لفافة بردي
- 8 ستيلات خشبية
- 2 تمثال خشبي كبير لإيزيس ونفتيس
- 16 مزهرية كانوبية
- 1 حصيرة
- 10 سلال من القصب
- 5 سلال دائرية
- 2 مراوح
- 5 أزواج من الصنادل
- 11 سلة طعام (بها لحم، فواكه، إلخ.)
- 6 سلال تحتوي على أكاليل زهور
- 5 مزهريات كبيرة
- 5 أواني
- 1 صندوق يحتوي على أيدي خشبية ولحى إلهية ممزقة من التوابيت

## معرض الصور

### الاكتشاف الأولي

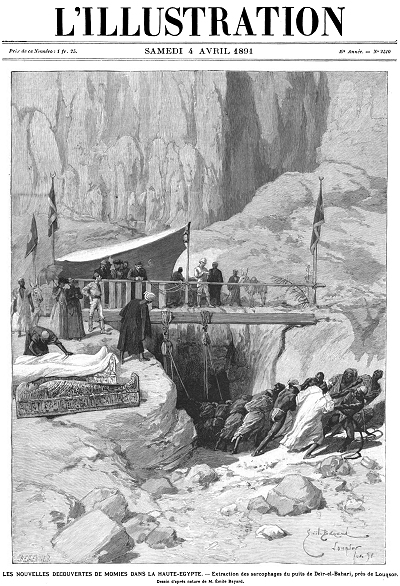
رسم إميل بايار على غلاف مجلة الإليوستراسيون في 4 أبريل 1891
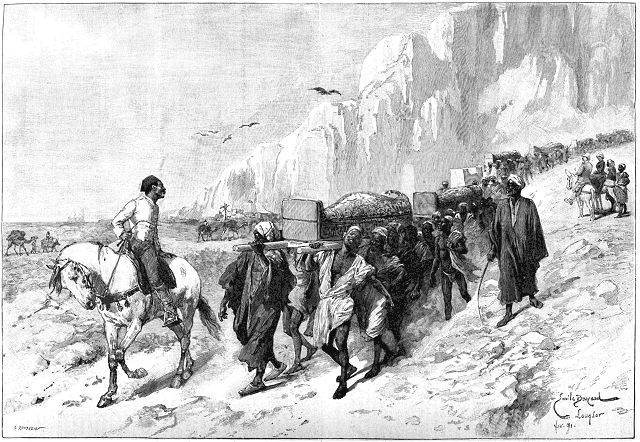
الرسم الثاني لـ إميل بايار عن الموضوع في مجلة الإليوستراسيون في 4 أبريل 1891
لوحة فحص مومياء - كاهنة آمون لـ بول فيليبوتو
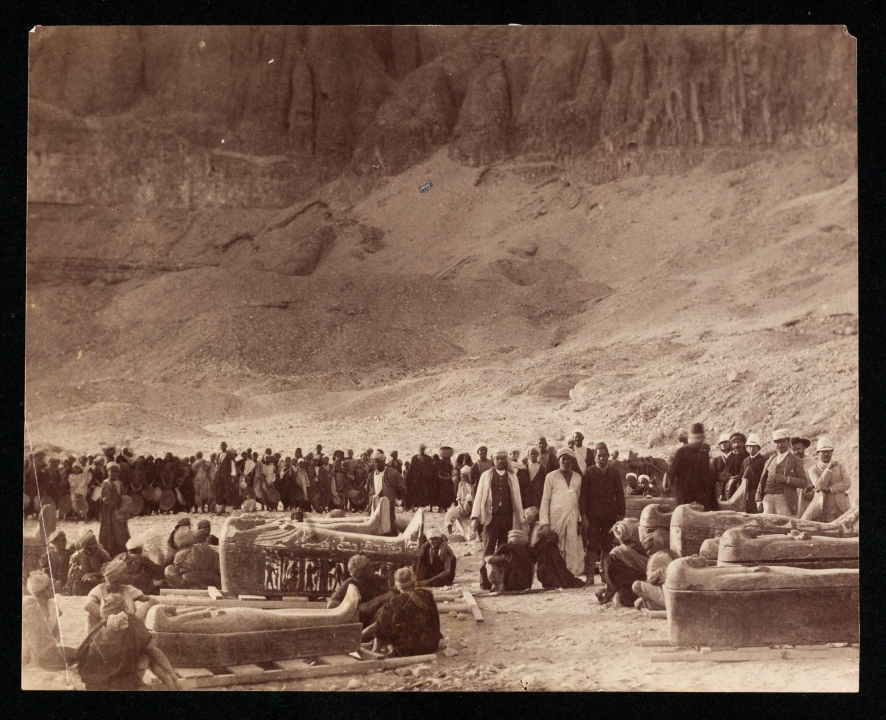
صورة لحفريات 5 فبراير 1891
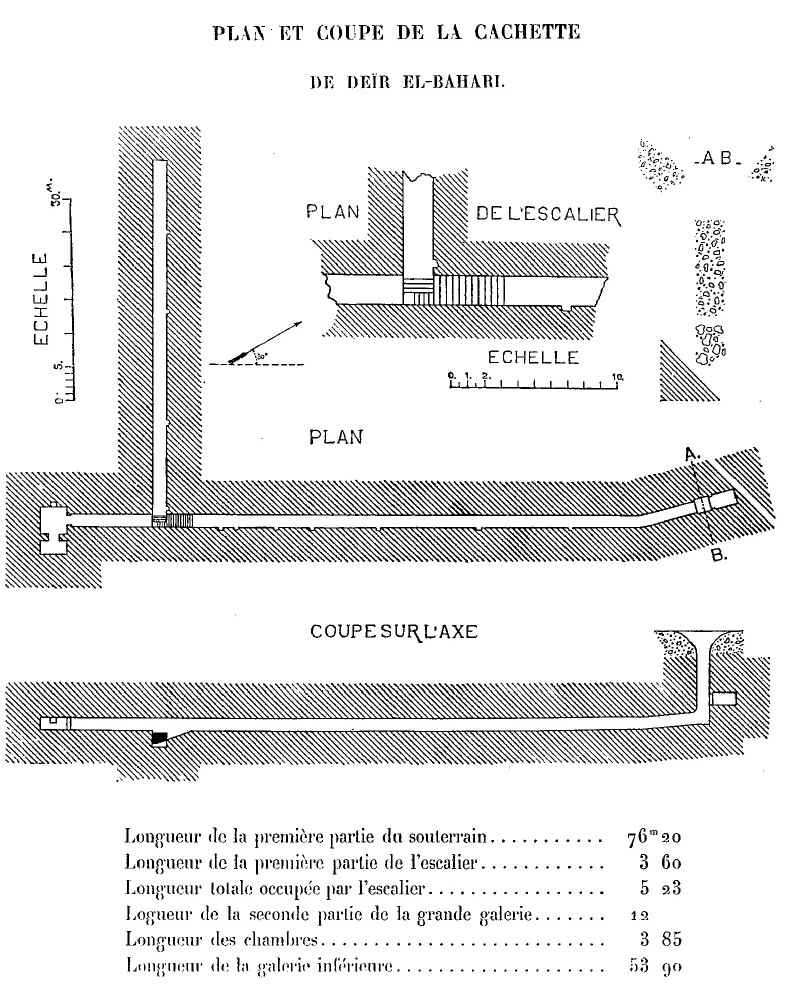
مخطط لباب الجسس من كتاب داريسي "مدافن كهنة آمون في دير البحري"
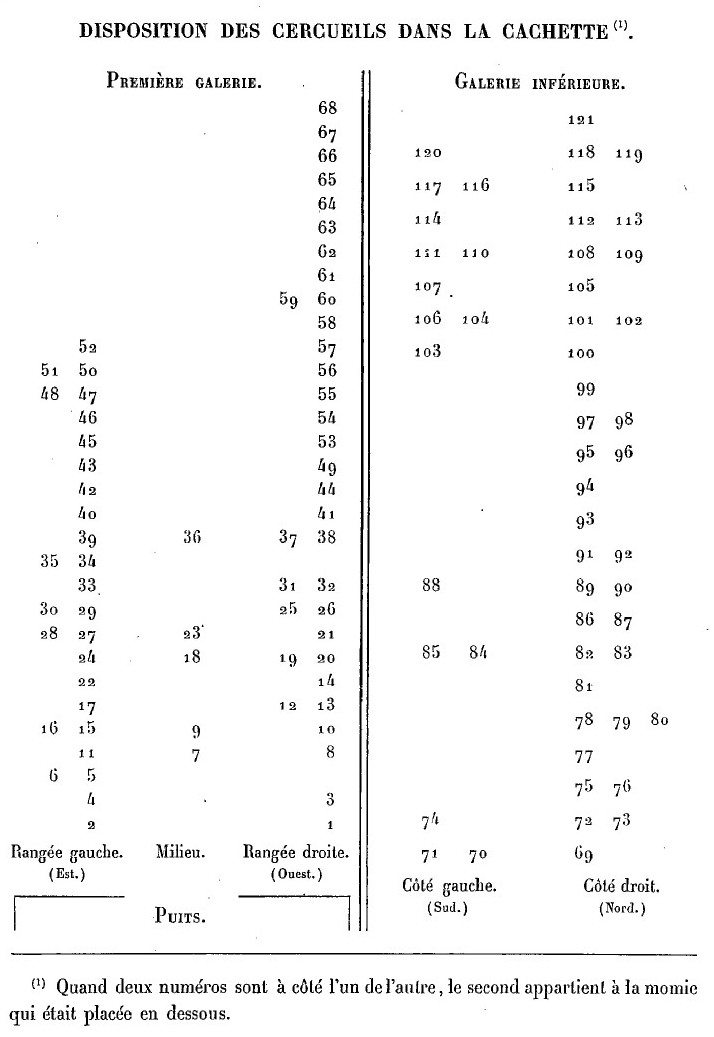
قائمة توابيت باب الجسس من كتاب داريسي "مدافن كهنة آمون في دير البحري"
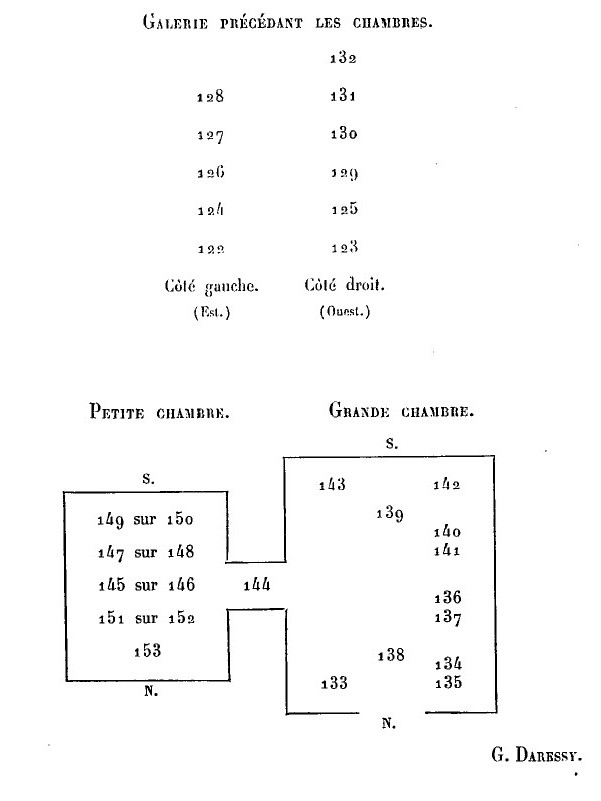
القائمة الثانية لتوابيت باب الجسس من كتاب داريسي "مدافن كهنة آمون في دير البحري"
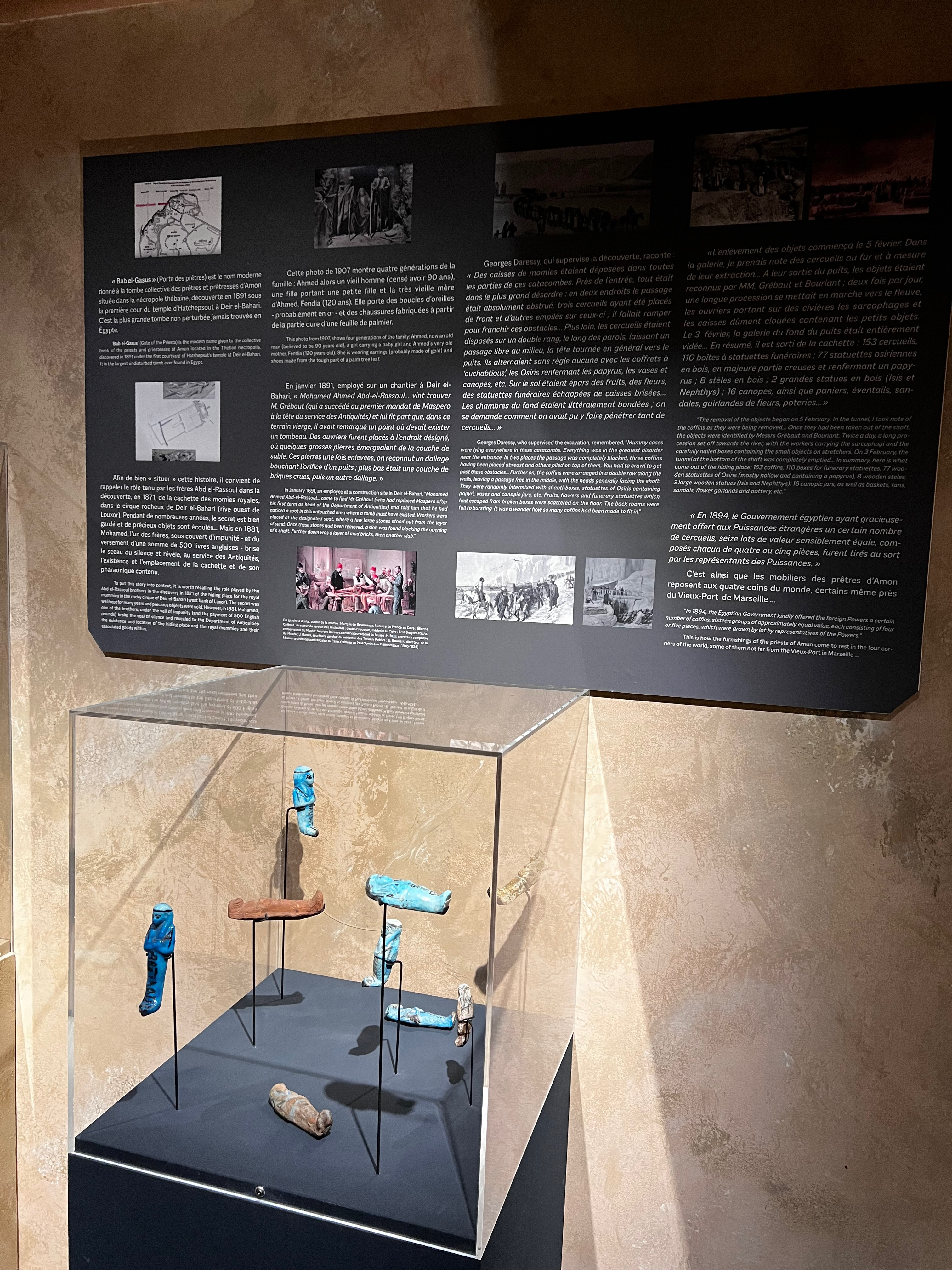
قصة باب الجسس في متحف علم الآثار المتوسطي، مرسيليا

### العرض في المتحف المصري، القاهرة

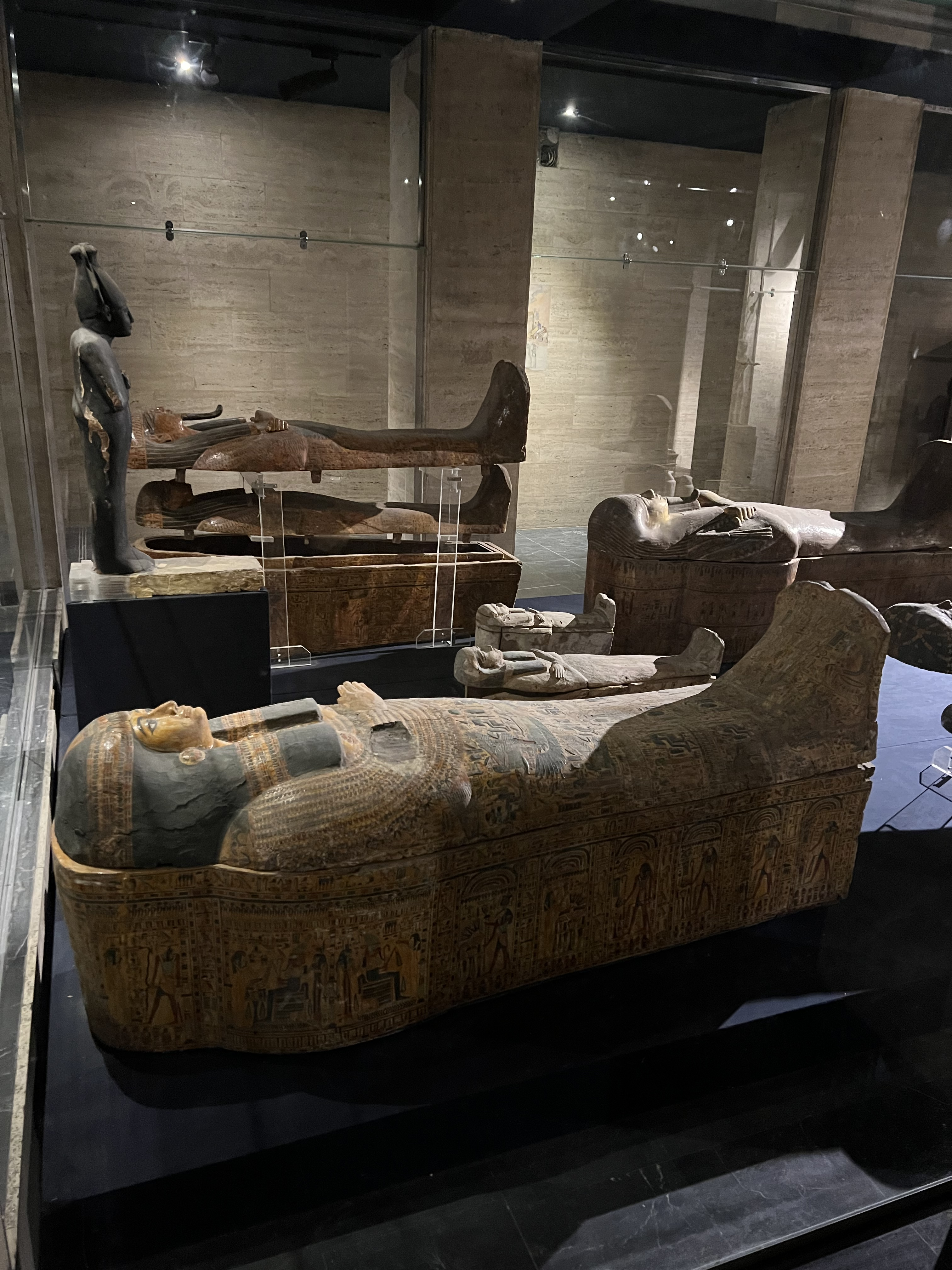
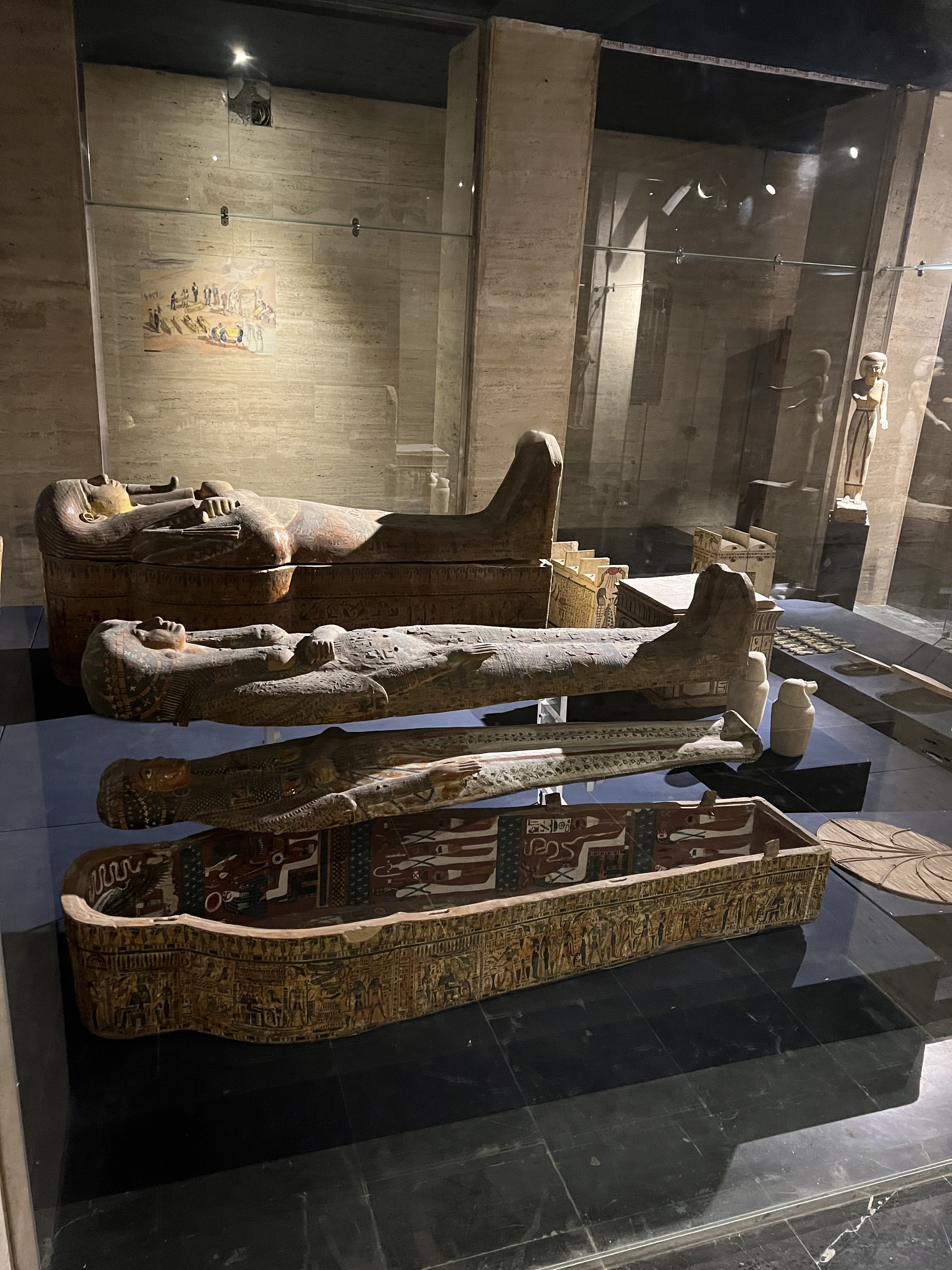
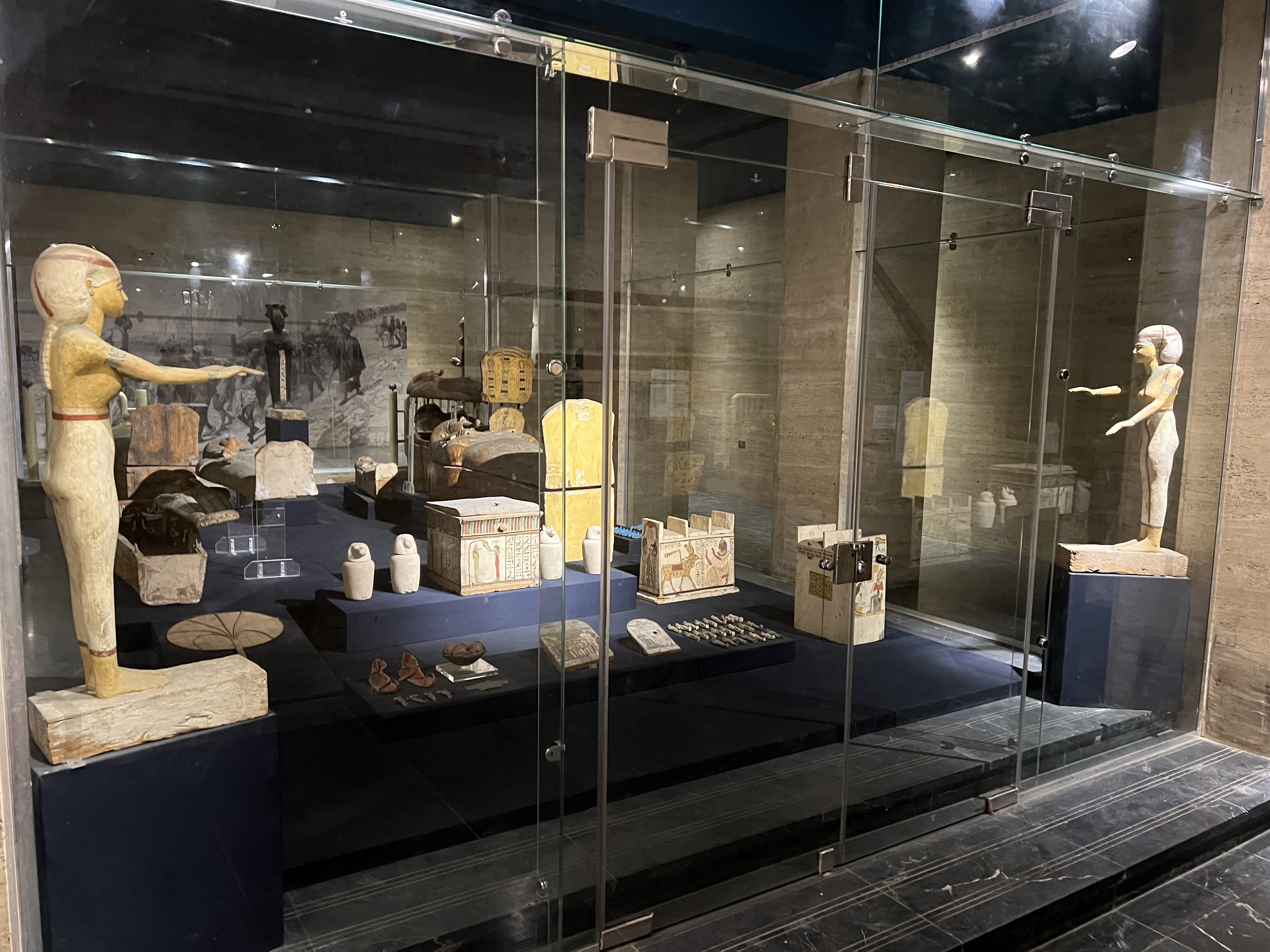
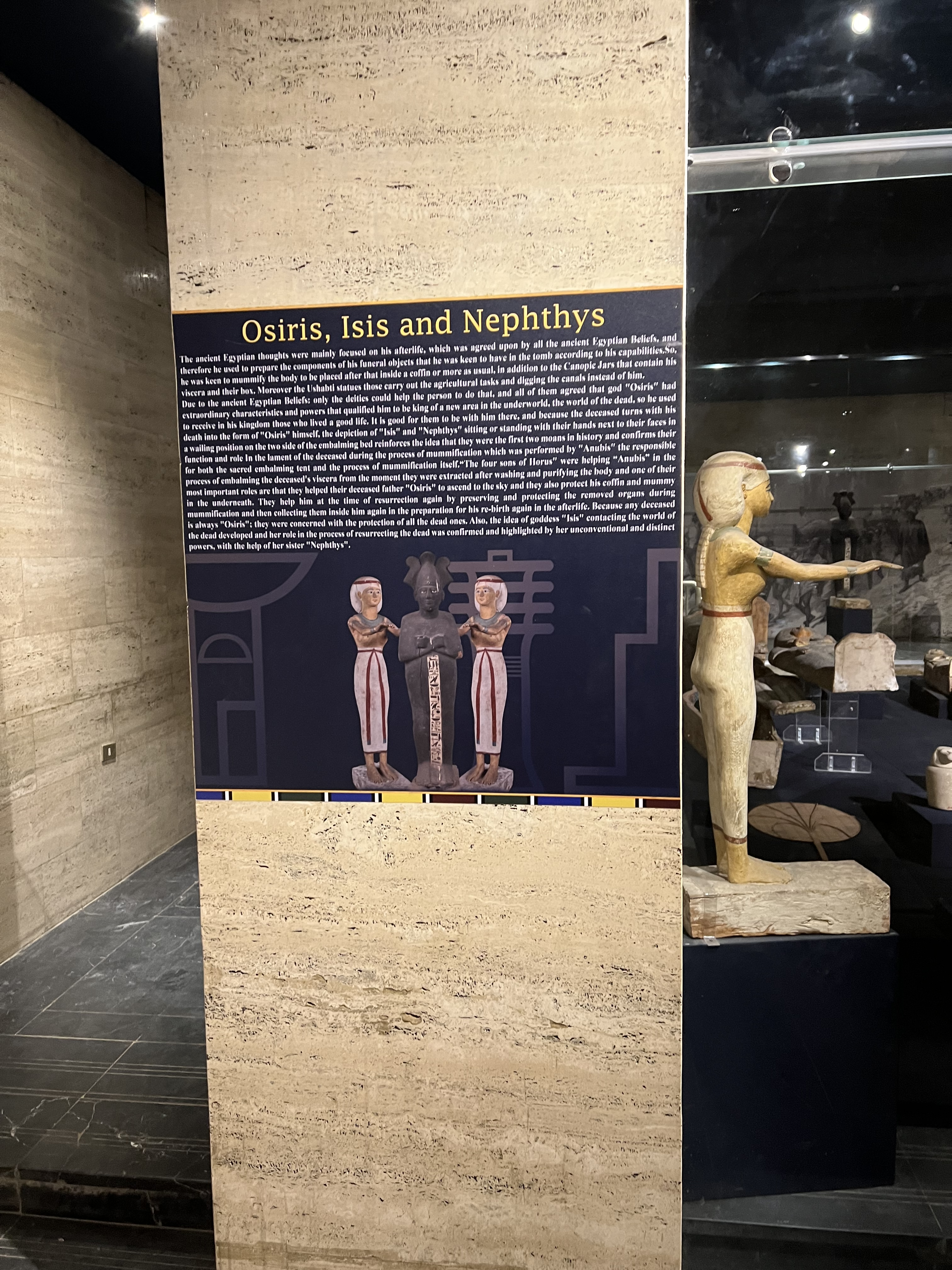
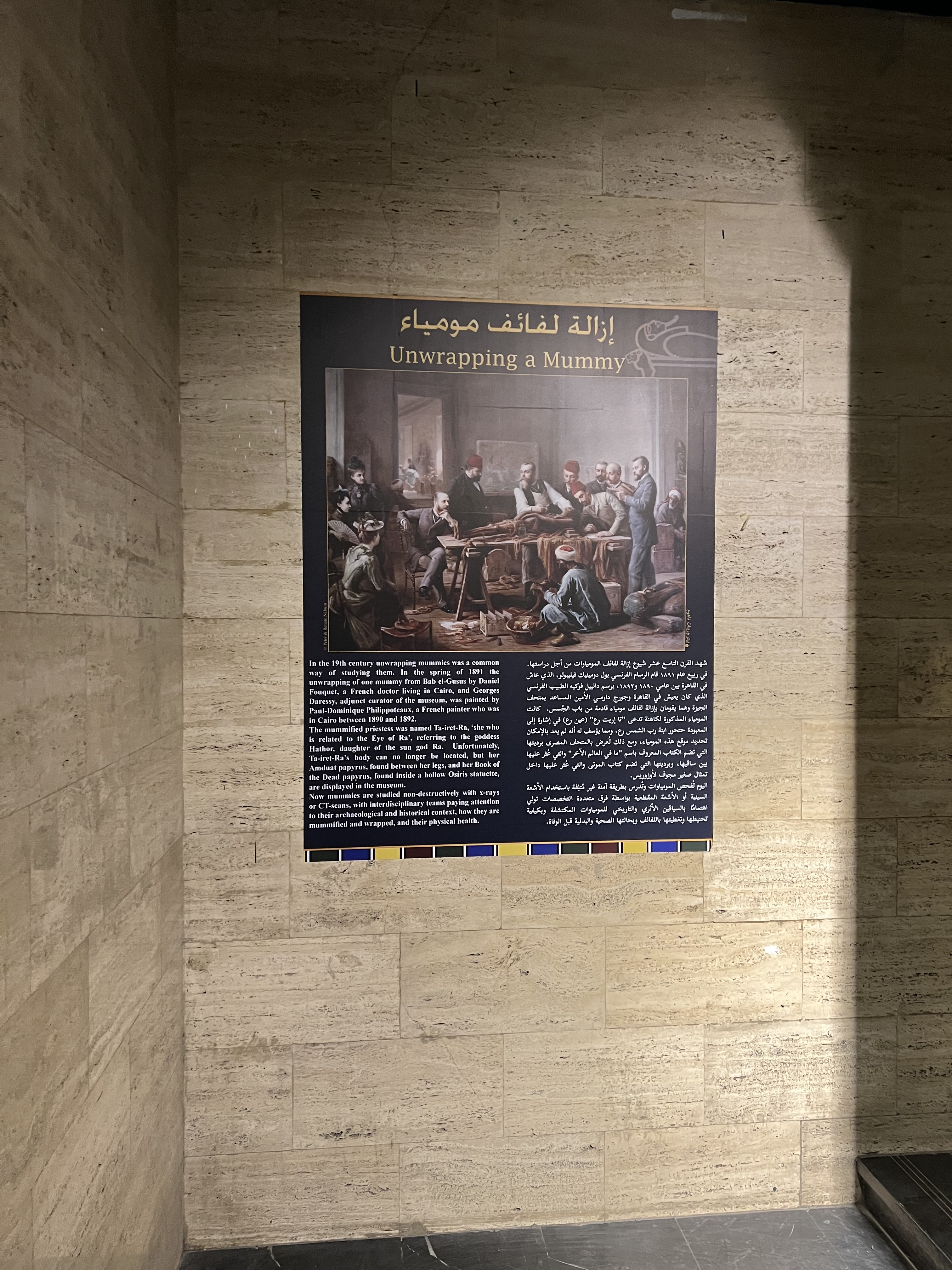
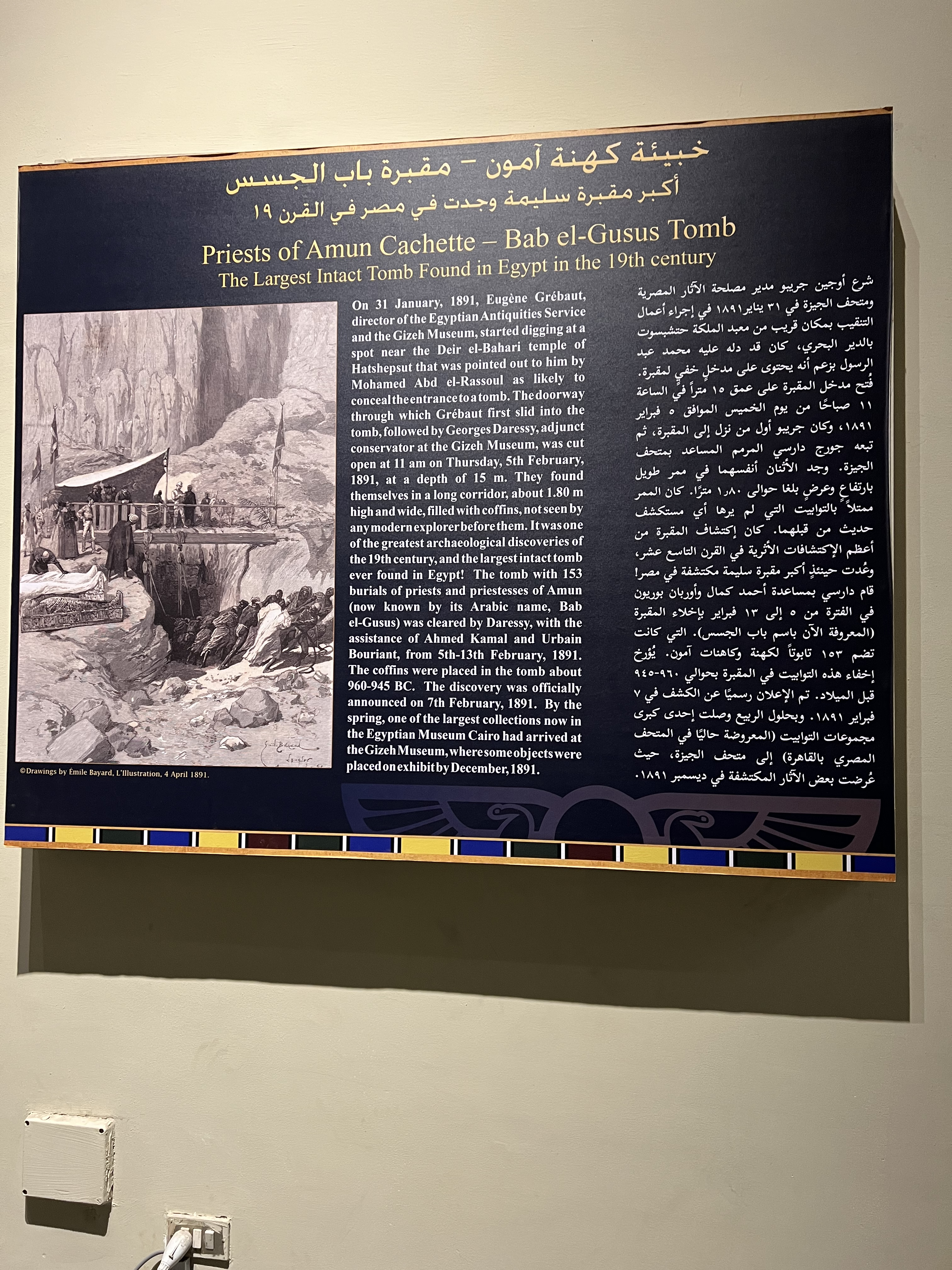

### الاقتباسات
1. ↑  cite book |editor1-last=Sousa |editor1-first=Rogério |editor2-last=Amenta |editor2-first=Alessia |editor3-last=Cooney |editor3-first=Kathlyn M. |title=Bab El Gasus in Context: Rediscovering the Tomb of the Priests of Amun |date=2021 |publisher="L'Erma" di Bretschneider |location=Rome |isbn=978-88-913-2071-1 |url=https://www.lerma1896.it/preview/bab-el-gasus-in-context-rediscovering-the-tomb-of-the-priests-of-amun.pdf |access-date=29 April 2022 |archive-url=https://web.archive.org/web/20210616110622/https://www.lerma1896.it/preview/bab-el-gasus-in-context-rediscovering-the-tomb-of-the-priests-of-amun.pdf%7Carchive-date=16 June 2021}} p. 17: "Daressy’s moniker ‘Tomb of the Priests’ likely finds its origins in the local traditions of Sheikh abd el Gurnah. Indeed, this phrase could be translated directly from the dialectal form of Arabic in use by Gurnawi workmen, resulting in the local designation of the tomb as ‘Bab el-Gasawsa’, which literally means ‘Gate of the Priests’, as Egyptians traditionally see pharaonic tombs as ‘gates’ into the netherworld. This Arabic phrase was probably wrongly interpreted by Herbert Winlock, who recorded it as ‘Bab el-Gasus’, which in fact means ‘Gate of the Spies’. It is perhaps for this reason that the expression was corrected to ‘Bab el-Kusus’, certainly by scholars familiar with the Cairene form of Arabic, and eventually adapting it to the typical Gurnawi pronunciation and spelling with a -g, instead of -k, resulting in the name ‘Bab el-Gusus’."
2. 1 2  Review by Marissa Stevens, University of California, Los Angeles of Rogério Sousa, Burial Assemblages from Bab el-Gasus in the Geographical Society of Lisbon. Monumenta Aegyptiaca, 14. Turnhout: Brepols, 2017 نسخة محفوظة 2023-05-06 على موقع واي باك مشين.
3. 1 2  "The 117th Anniversary of the Egyptian Museum". مؤرشف من الأصل في 2021-05-11. اطلع عليه بتاريخ 2022-04-16.
4. ↑  The Most Famous Ancient Egyptian Site You Have Never Heard Of نسخة محفوظة 2021-04-21 على موقع واي باك مشين., Egypt Today, 10 Jul 2016: "Yet, in the thirty or so museums abroad where the coffins are to be found"
5. ↑  Maio، M. (2018). Proceedings of the 4th Biennial of Architectural and Urban Restoration. Host of the Itinerant Congress Hidden Cultural Heritage: Under Water, Under Ground and Within Buildings. CICOP Italia. ص. 107. ISBN:978-88-909116-5-1. مؤرشف من الأصل في 2023-05-02. اطلع عليه بتاريخ 2022-04-16.
6. ↑  Giachi، G.؛ Guidotti، M.C.؛ Lazzeri، S.؛ Macchioni، N.؛ Sozzi، L. (2021). "Wood identification of some coffins from the Necropolis of Thebes held in the collection of the Egyptian Museum in Florence". Journal of Cultural Heritage. Elsevier BV. ج. 47: 34–42. DOI:10.1016/j.culher.2020.09.007. ISSN:1296-2074. S2CID:228962795.
7. ↑  "الخبيئة بديل المومياوات الملكية بمتحف التحرير.. تعرف على محتوياتها". 14 يونيو 2021. مؤرشف من الأصل في 2021-10-16. اطلع عليه بتاريخ 2022-04-16.
8. ↑  Sousa, Amenta & Cooney 2021، صفحة 17. "The tomb itself never received a serial number."
9. ↑  Distribution and current location of the French Lot from the Bab el-Gasus Cache نسخة محفوظة 2023-04-30 على موقع واي باك مشين.
10. 1 2 3 4 5 6 7 8 9 10  Sousa, Amenta & Cooney 2021، صفحات 24–27.
11. ↑  The Lot VI of Bab el-Gasus in the light of the new archive documents نسخة محفوظة 2023-05-03 على موقع واي باك مشين.
12. ↑  The coffins from the Cache-tomb of Bab el Gasus in Switzerland نسخة محفوظة 2023-04-30 على موقع واي باك مشين.
13. ↑  The Coffins of the Priest of Amun: Egyptian coffins from the 21st Dynasty in the collection of the National Museum of Antiquities in Leiden نسخة محفوظة 2024-04-08 على موقع واي باك مشين.
14. ↑  Lot 14 from Bab el-Gasus (Sweden and Norway): The modern history of the collection and a reconstruction of the ensembles نسخة محفوظة 2023-04-30 على موقع واي باك مشين.
15. ↑  داريسي، 1900، ص. 144. أيضًا باللغة الإنجليزية في كتاب سوزا، أمنتة وكوني 2021 ص. 9.

## قراءة إضافية
- داريسي، جورج، توابيت كهنة آمون (الاكتشاف الثاني في دير البحري)، 1907
- بوابة الكهنة. مشروع باب الجسس: البراجماتية الجنائزية للنخبة المصرية القديمة (الدينية) في الفترة الانتقالية الثالثة، 2014
- هوليا أتاستشيغولو أيكول، إم. بها تانمان وميغيل أنخيل إسكوبار-كلاروس، «ملاحظة على الدفعة التركية III/1891 من باب الجسس (مصر)، المحفوظة في متاحف علم الآثار في اسطنبول / متحف الشرق القديم»، أناتوليا أنتيكا [عبر الإنترنت]، XXVII | 2019، نُشرت على الإنترنت في 31 يناير 2022، تمت زيارة 16 أبريل 2022. URL: http://journals.openedition.org/anatoliaantiqua/1026 ; دُوِي:10.4000/anatoliaantiqua.1026
- دي سوزا، ر. (المحررين). (16 أكتوبر 2018). قبر كهنة آمون. ليدن، هولندا: بريل. دُوِي:10.1163/9789004386501
- دوتانت (2016) Portugal Collective tombs discovered in the Theban necropolis in 1820 in Bab el-Gasus in context: Egyptian funerary culture during the 21st dynasty (19–20 september 2016, Lisbon) (محررون)، معهد الآثار، جامعة لشبونة

## روابط خارجية
- بوابة الكهنة في باب الجسس: النخبة الدينية المصرية وموضوعاتهم الجنائزية خلال الفترة الانتقالية الثالثة
- الدفعة VI من باب الجسس في ضوء وثائق الأرشيف الجديدة
- جرة كانوبية لمغنية آمون "مسيتخونس"
- الدفعة 14 من باب الجسس (السويد والنرويج): التاريخ الحديث للمجموعة وإعادة بناء المجموعات
- "قبر كهنة آمون" من بريل